# Fremdvölkische
Fremdvölkische ist ein nationalsozialistischer Sammelbegriff, mit dem Menschen erfasst werden sollten, die nicht „deutschen oder artverwandten Blutes“ (vgl. „Nürnberger Gesetze“) oder „deutschblütig“ waren. Der Begriff kam zunächst bei der SS, der Polizei, dann bei Justiz und Verwaltung in Gebrauch.

## Bedeutung

### Vorgeschichte des Begriffs
Bereits in der Weimarer Republik bezeichnete der Jurist Martin Dachselt 1926 in einer Diskussion über die „Rechtsverhältnisse der Minderheiten“ Polen, Wenden, Dänen und Litauer als „fremdvölkisch“, im Unterschied zu Masuren, Friesen und anderen „nicht eingesessenen, über das übrige Deutschland verstreuten kleineren Gruppen“ wie zum Beispiel die Ruhrpolen.

### „Volksgemeinschaft“ als Grundlage „völkischer Gleichheit“
Neben Führerprinzip und Vorherrschaft der Partei war Grundprinzip des staatlichen Lebens im Nationalsozialismus die Dominanz der Rasse und damit der „völkischen Gleichheit“ in der „Volksgemeinschaft“ im Unterschied zur rassischen oder „völkischen Ungleichheit“. Die „Volksgemeinschaft“ war dabei kein Rechtssubjekt, sondern dem Führerwillen nachgeordnet. Auf Carl Schmitts Lehre vom Unterscheidungsdenken zwischen „Freund“ und „Feind“ fußend, erfolgte die rechtsmindernde Sonderstellung „artfremder“ Personen mit dem Ziel ihrer „Ausgliederung“ in konkreten juristischen administrativen Maßnahmen. „Fremd“ war nicht rechtlich, sondern völkisch-rassisch definiert, und zwar nach politischer Zweckmäßigkeit (Werner Best, 1937). „Juden“, „Zigeuner“, „Farbige“ („Neger“) konnten zwar die deutsche Staatsangehörigkeit besitzen, wurden aber nach 1935 mit den Nürnberger Gesetzen zu Bürgern zweiter Klasse und fielen schließlich der Rechtlosigkeit anheim.
Die ausgliedernde Sonderstellung war im Grunde auch vorgesehen für alle Personen, die vom NS-Regime als „Asoziale“ kriminalisiert wurden. Ausgehend von der „völkischen Ungleichheit“ über die allgemeine Rechtsungleichheit und „Artfremdheit“ erfolgte ein schleichender Übergang zur „Gemeinschaftsfremdheit“. Damit war der ursprünglich rassische Kern aufgegeben, wie es auch an der Verwendung des Begriffs „Fremdvölkische“ deutlich wird. Denn Hitlers Rasseideen waren nach Diemut Majer auch nach außen hin „nur politisches Mittel zur Verschleierung außenpolitischer Herrschaftsansprüche“.

### Prinzipielle Rechtlosigkeit im Osten Europas
Die sogenannte Lebensraumpolitik sah vor, das Gebiet der Völker Osteuropas und Ostmitteleuropa zur Errichtung des „Großgermanischen Reichs deutscher Nation“ bis zum Ural mit sogenannten Reichsdeutschen zu besiedeln. Die Sprache des Nationalsozialismus nannte das Germanisierung. Dies kündigte Himmler im Juni 1941 auf der Wewelsburg an und nannte es „Dezimierung der Bevölkerung der slawischen Nachbarländer“. Es umfasste nach seiner Vorstellung etwa 30 Millionen Menschen, die als Fremdvölkische kategorisiert wurden. Nach der nationalsozialistischen Rassenkunde galten sie nicht als eigene Rasse. So wandelte sich die Betrachtung vom anfangs rassistisch motivierten „völkischen Ungleichheit“ hin zum volkstumspolitischen Prinzip. Der Begriff des Fremdvölkischen zielte vorwiegend auf die slawischen Völker, der sie als „minderwertig“ oder „kulturlos“ entmenschlichte. Der Kampfbegriff bediente die schon in der Kaiserzeit bestehende unterschwellige Angst vor der sogenannten slawischen Gefahr (Antislawismus) als neuer „Drang nach Westen“ in Form einer falschen Gleichsetzung mit den historischen türkischen oder hunnischen Invasionen in Europa.
Sie diente unter anderem als ideologische Grundlage für die unmenschliche Kriegführung im Osten Europas. Als Muster für die Verwaltung der sog. Fremdvölkischen im gesamten „Großdeutschen Reich“ schuf man in den im besetzten Polen gelegenen beiden neuen Reichsgauen Wartheland und Danzig-Westpreußen administrative Strukturen ähnlich einer Kolonialverwaltung. Ihr Status war in der nationalsozialistischen Unrechtslogik als sonderrechtlich bezeichnet. Die Entrechtung oder Vernichtung sollte dem Generalplan Ost zufolge durch Zivilverwaltung und Polizeikräfte ausgeführt werden.
Zu einem solchen sonderrechtlichen Umgang gehörte auch die abgestufte Einbürgerung, also mit einer solchen mit minderem Rechtsstatus (Eintragung in die sog. Deutsche Volksliste), aber nur in den beiden neuen Reichsgauen Danzig sowie Wartheland, und nicht im anderen besetzten Polen, genannt Generalgouvernement. Eingebürgert – allerdings mit Widerrufsmöglichkeit – konnten sogenannte Volksdeutsche werden. Das sind deutschstämmige Personen dieser Gebiete und auch Polen, welche mit dem Deutschtum durch Heirat, Sprache oder Kultur verbunden waren. Dies diente zur Zeugung von Kindern, welche die der nationalsozialistischen Rassenlogik als wertvoll betrachte. Vorgesehen war unter anderem auch der Anreiz, die seit 1935 eingeführte Reichsbürgerschaft nach Ablauf von Bewährungsfristen verleihen zu können.